# Ave Maria (1953)
Ave Maria ist ein deutsches Filmmelodram des Regisseurs Alfred Braun aus dem Jahr 1953.

## Handlung
Die berühmte Konzertsängerin Karin Twerdy kehrt nach Jahren der Abwesenheit zu ihrer Tochter Daniela zurück. Die hatte sie als Kind in eine Klosterschule gegeben, wo aus Daniela inzwischen eine junge Frau geworden ist. Mit dem Gesang des Liedes Ave Maria in der Kirche lenkt Karin nicht nur Danielas Aufmerksamkeit auf sich, sondern auch die des reichen Industriellen Dietrich Gontard. Sein Sohn Thomas und Daniela sind ein Paar und Dietrich wiederum könnte sich eine Beziehung zu Karin vorstellen. Was er nicht weiß ist, dass Karin schon seit längerem keine Konzertreisen mehr unternimmt, sondern sich ihr Geld unter dem Namen Marita Talland als Sängerin in einem eigenen Nachtlokal in Hamburg verdient. Nun will sie das Lokal verkaufen, um ihr Leben neu zu beginnen.
Sie bricht ihren Urlaub bei Dietrich ab und geht nach Hamburg, um den Verkauf zu regeln. Der Käufer jedoch hält sie hin und so tritt sie an einem Abend entgegen ihren Vorsätzen noch einmal persönlich auf, um das Lokal voll zu kriegen und den Käufer zu einem schnelleren Kauf zu bewegen. Zufällig besucht Dietrich das Lokal und sieht sie als Verführerin auf der Bühne. Entsetzt stellt er Karin am nächsten Tag zur Rede und eröffnet ihr, dass eine Beziehung zwischen Daniela und Thomas nur infrage käme, wenn Karins Geheimnis nie öffentlich würde – sie soll aus dem Leben der Tochter verschwinden. Karin fügt sich in ihr Schicksal, verabschiedet sich von ihrem getreuen Vertrauten Conny und reist ab.
Im Zug nach Finnland begeht eine Frau aus Karins Abteil Selbstmord, und Karin nimmt ihre Identität an. Sie arbeitet in Finnland unter dem Namen Lisa Nilsson als Haushälterin, während Daniela und Dietrich glauben, sie habe damals im Zug Selbstmord begangen. Als Conny bei einem Unfall stirbt, klagt er kurz vor seinem Tod Dietrich an. Er habe mit seiner Aufforderung, aus dem Leben Danielas zu verschwinden, Karins Tod mitverursacht. Dietrich macht sich Vorwürfe und folgt nun den Spuren Karins. Er kommt zum Haus, in dem Karin als Putzfrau arbeitet, glaubt er doch von „Lisa Nilsson“ mehr über die letzte Zugfahrt Karins zu erfahren. Als er in Lisa Karin erkennt, fleht er sie an, zurück zu ihnen zu kommen, zumal Daniela, die inzwischen Thomas geheiratet hat, ein Kind erwartet. Karin willigt ein. Zur Taufe ihres Enkelkindes singt sie, mit der Familie vereint, erneut in der Kirche das Ave Maria.

## Produktion
Der Film wurde von der Produktionsfirma KG Divina GmbH & Co. hergestellt. Die Firma gehörte Ilse Kubaschewski, die zugleich Inhaberin des Erstverleihs Gloria-Film GmbH & Co. Filmverleih KG war. 
Ave Maria wurde bis Mai 1953 am Starnberger See, im Hamburger Hafen und in Finnland gedreht. Als Ateliers dienten das Studio der Bavaria Film in Geiselgasteig und das Filmstudio 
Bendestorf. Die Uraufführung erfolgte am 8. September 1953 in Wattenscheid.
Obwohl Zarah Leander nach Ave Maria weitere Filme drehte, gilt dieser Film gemeinhin als Ende der eigentlichen Filmkarriere Leanders und „typisches Leander-Melodram“. Sie singt im Film die Schlager Ich kenn’ den Jimmy aus Havanna, Wenn die wilden Rosen blüh’n, Wart’ nicht auf die große Liebe sowie das Ave Maria.

## Kritiken
Die Filmwoche merkte an, dass Zarah Leander ihre Rolle „mit tränenreicher, bisweilen gerüttelter dramatischer Glut“ spiele.
Der Spiegel schrieb nur kurz: „Wie der Titel [Ave Maria] vermuten ließ, das Ärgste der neuen Saison. In der Hauptrolle: Zarah Leander.“
Der film-dienst lobte, dass der Film gut fotografiert sei, kritisierte jedoch, dass er „das Unwahrscheinliche als selbstverständlich hinnimmt und sich statt glaubwürdiger Motivierungen gefühlszerweichte Stimmungen und äußerliche Effekte ausdenkt, bei denen vorzugsweise Kruzifixe und Madonnenbilder mit bald schwülen, bald melancholischen Bildern kontrastiert werden. Diese Peinlichkeiten werden von einem platten Dialog und mäßigen schauspielerischen Leistungen unterstützt. – Ein deutscher Film für Frauen, die lieber mitweinen als mitdenken.“
Das Lexikon des internationalen Films bezeichnete Ave Maria als „triviales Melodram“ und den „recht geschmacklose[n] Versuch, Zarah Leander nach dem Krieg in einer Starproduktion alten Ufa-Stils zu einem Film-Comeback zu verhelfen.“